# Стрибки з трампліна на зимових Олімпійських іграх 1964
Змагання зі стрибків з трампліна на зимових Олімпійських іграх 1976 тривали з 31 січня до 9 лютого. Вперше в програмі Олімпійських ігор з'явилася друга дисципліна в стрибках з трампліна. Стрибки з великого трампліна відбулись на трампліні Бергізель, а з нормального - в місті Зеефельд (Австрія).

## Чемпіони та призери

### Таблиця медалей
| Місце              | Країна             | Золото | Срібло | Бронза | Загалом |
| ------------------ | ------------------ | ------ | ------ | ------ | ------- |
| 1                  | Норвегія (NOR)     | 1      | 1      | 2      | 4       |
| 2                  | Фінляндія (FIN)    | 1      | 1      | 0      | 2       |
| Загалом (2 збірні) | Загалом (2 збірні) | 2      | 2      | 2      | 6       |

### Види програми
| Дисципліна  | Золото                       | Золото | Срібло                       | Срібло | Бронза                       | Бронза |
| ----------- | ---------------------------- | ------ | ---------------------------- | ------ | ---------------------------- | ------ |
| Normal hill | Вейкко Канкконен · Фінляндія | 229.9  | Торальф Енґан · Норвегія     | 226.3  | Торґейр Брандтцеґ · Норвегія | 222.9  |
| Large hill  | Торальф Енґан · Норвегія     | 230.7  | Вейкко Канкконен · Фінляндія | 228.9  | Торґейр Брандтцеґ · Норвегія | 227.2  |

## Країни-учасниці
У змаганнях зі стрибків з трампліна на Олімпійських іграх в Інсбруку взяли участь спортсмени 15-ти країн.
- Австрія (4)
- Канада (2)
- Фінляндія (4)
- Об'єднана німецька команда (5)
- Угорщина (2)
- Італія (3)
- Японія (4)
- Норвегія (5)
- Польща (5)
- Швейцарія (3)
- Швеція (4)
- Чехословаччина (3)
- СРСР (5)
- США (4)
- Югославія (4)